# Elecciones constituyentes de Paraguay de 1977
Las elecciones constituyentes se celebraron en Paraguay el 6 de febrero de 1977. El Partido Colorado fue el único partido que participó en las elecciones en medio de un boicot de la oposición y ganó todos los escaños. La participación electoral fue del 82.8 %. Después de las elecciones, se enmendó la constitución para eliminar los límites de mandato, permitiendo al presidente Alfredo Stroessner postularse en las elecciones de 1978.

## Resultado
El Partido Colorado obtuvo 687 065 votos, lo que representó el 100 % de los votos. El total de votos válidos fue 687 065, representando el 84 % del total. Hubo 130 870 votos nulos o en blanco, que constituyeron el 16 %. El total de votos emitidos fue 817 935, con un total de 987 917 electores registrados, lo que resultó en una participación del 82.8 %.